# Jean Gabin
Jean Gabin (Parijs, 17 mei 1904 - Neuilly-sur-Seine, 15 november 1976) was een Franse danser, filmacteur en oorlogsheld. Zijn echte naam was Jean-Alexis Moncorgé. Gabin was ook het toneelalias van zijn vader.
Gabin was populair in de periode voor de Tweede Wereldoorlog. Zijn carrière als filmacteur werd voorafgegaan door werk als entertainer in cabarets. Tussen 1931 en zijn dood in 1976 maakte Gabin meer dan 90 films en kreeg meerdere prijzen voor zijn werk. In zijn (hoofd)rollen speelde hij niet vaak op de emoties, maar eerder een rustige man met een krachtige uitstraling, een slimme arbeider. Zijn eerste rol was die van de stoere en sympathieke antiheld aan de rand van de samenleving. Later verscheen hij vaak in detectivefilms.
Als een van de grote Franse sterren op het witte doek is hij ook, samen met een aantal andere grote Fransen, lid van het Legioen van Eer. In zijn Mériel, het dorp waar hij opgroeide, ligt het Musée Jean Gabin. Hier zijn naast zijn levensverhaal ook herinneringen aan zijn films en oorlogsverleden te vinden.
Gabin was drie maal getrouwd, van 1925 - 1930 met Gaby Basset, van 20 november 1933 - 1939 met Suzanne Marguerite Jeanne Mauchain met wie hij 2 kinderen kreeg en tot slot met Dominique Fournier van 28 maart 1949 tot zijn overlijden. Uit zijn laatste huwelijk had hij drie kinderen, Florence (1950), Valérie (1952) en Mathias (1956).

## Biografie

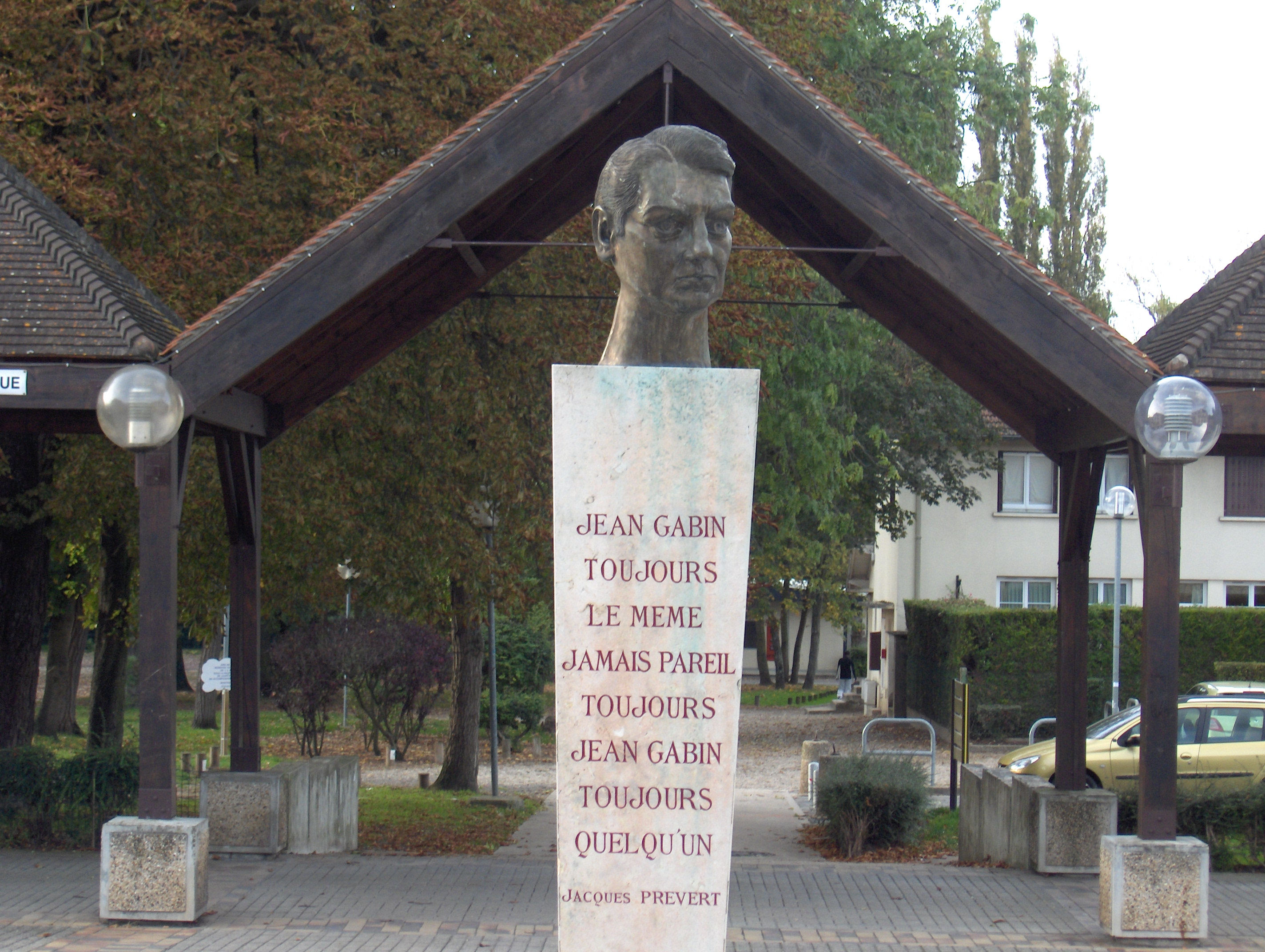

Gabin werd geboren in Parijs en groeide op bij familie in het dorpje Mériel in de Val-d'Oise ten noorden van Parijs. Zijn ouders waren de cabaretentertainers Hélène Petit en Ferdinand Moncorgé.
Oorspronkelijk wilde hij niet in de voetsporen van zijn ouders treden; zijn wens was om machinist op een locomotief te worden. Na de Eerste Wereldoorlog had hij verschillende banen, zoals krantenverkoper en leerling-metselaar bij een bouwbedrijf in Parijs tot hij, op 15-jarige leeftijd, uiteindelijk toegaf en rollen in het theater aannam. Zijn acteercarrière liep in het begin niet van een leien dakje en Gabin ging bij het leger. Na zijn dienstplicht te hebben vervuld, keerde hij terug in de theater- en amusementswereld onder de naam Jean Gabin. In 1923 kreeg hij zijn eerste rol bij de Folies Bergère (Moulin Rouge) en verder nam hij rollen aan in een serie van muzikale revues voor hij in 1926 in een paar operettes verscheen, La Dame en décolleté en Trois Jeunes Filles Nues. Verder ging hij op tournee naar Zuid-Amerika met de Bouffes Parisiens. Bij terugkeer in Parijs werd hij Mistinguetts leidende man in de revue bij de Folies Bergère. Zijn optredens werden opgemerkt en hij kreeg betere rollen op het toneel, iets wat uiteindelijk leidde tot twee rollen in stomme films in 1928.
In zijn vroege films zong hij, bijvoorbeeld toen hij de rol van een stoere jongen van de straten van Parijs vertolkte in de Coeur de lilas van Anatole Litvak. In 1930 maakte hij zonder grote moeite de overstap naar geluidsfilms. Hij wees eerst een contract met een Duitse maatschappij af voordat hij met Pathé-Natan in zee ging. Hiermee maakte hij zijn debuut op het witte doek in de (spraak-)rol als Marcel Grivot in Chacun Sa Chance in 1931. Hierin speelde hij tegen Gaby Basset, met wie hij later trouwde. Hierna keerde hij niet meer terug op het toneel. In de volgende films, ruim een dozijn in de loop van ongeveer 3 jaar, had hij kleinere rollen. Hij groeide in aanzien en spoedig werd zijn naam na die van de hoofdrolspeler op de posters gezet. Hij werkte met vele bekende regisseurs, zoals Anatole Litvak, Jean Renoir, Jean Grémillon, Marcel Carné, G.W. Pabst, Maurice en Jacques Tourneur. In deze tijd werd zijn imago ontwikkeld. Zijn gezicht als een cynisch masker van verveling, met een sigaretje nonchalant tussen zijn lippen bungelend.
Zijn rol in de film Zou Zou, waar hij naast Josephine Baker speelde, leidde tot de film Maria Chapdelaine, van Julien Duvivier. Deze film won de Grand Prix du Cinema en was zijn doorbraak. Hierin vertolkte hij op een natuurlijke en intuïtieve manier de rol van François Paradis. Deze rol zou van invloed zijn op al zijn vooroorlogse films. François Paradis stierf en de manier waarop Gabin dit speelde, maakte een grote indruk op Duvivier. Soortgelijke projecten werden besproken en het gerucht deed de ronde dat in het contract van Gabin was opgenomen dat al zijn rollen hetzelfde lot zouden moeten ondergaan. Hij was de tragische held van de film geworden. In 1936 kreeg hij de rol van romantische held in het oorlogsdrama La Bandera, wederom geregisseerd door Duvivier. Deze film bevestigde de status van Gabin als een grote ster.
In 1937 maakte hij samen met Duvivier Pépé le Moko, die een wereldwijde kaskraker werd en Gabin kreeg hiervoor internationale erkenning. In hetzelfde jaar speelde hij ook Lieutenant Maréchal, de hoofdrol, in La Grande Illusion. Deze anti-oorlogsfilm werd een internationale kaskraker, die zes maanden lang in New York draaide, waar de filmcritici de film uitriepen tot de beste buitenlandse film van 1937.
Aan het eind van de jaren 30 was Gabin de grootste mannelijke filmster in Frankrijk. Zijn filmimago maakte hem de perfecte tegenspeler voor femmes fatales zoals Simone Simon (in La Bête humaine), Mireille Balin (in Pépé le Moko en Gueule d'amour) en Michèle Morgan (in Le Quai des brumes, Le Récif de corail en Remorques).
Na La Grande Illusion kreeg hij talloze aanbiedingen van Hollywood. Tot de uitbraak van de Tweede Wereldoorlog wees Gabin ze allemaal van de hand, maar nadat de Duitsers Frankrijk hadden bezet en hij werd opgeroepen om bij de marine te gaan, volgde hij Jean Renoir en Julien Duvivier naar de Verenigde Staten.
In 1939 scheidde hij van zijn tweede vrouw, Jeanne Mauchain. In Hollywood ontstond een stormachtige romance tussen hem en Marlene Dietrich. Hij tekende eerst een contract bij 20th Century Fox, maar er waren geen projecten voorhanden. Toen Moontide (1942) eindelijk kwam, waren er weinig van onder de indruk. Universal Studios zette hem samen met Duvivier op The Impostor (1944). Hierin veranderde zijn karakter van de eigenwijze antiheld en "Jan Modaal"-rollen die hij eerder had gespeeld naar rollen waarin hij (zoals zijn Amerikaanse tegenhanger Spencer Tracy) de belichaming van respectabiliteit en zelfverzekerd-zijn speelt - maar altijd met wat van zijn ziel zichtbaar. Deze films waren niet echt succesvol. Vervolgens zou hij voor RKO The Temptress opnemen, maar zijn persoonlijkheid (en zeer grote ego) beschadigde zijn carrière. Hij eiste op het laatste moment Marlene Dietrich als co-ster. De studio wees dat van de hand, betaalde hem wat hem toekwam, stopte de productie en waarschuwde hem dat hij nooit meer in Hollywood zou kunnen werken.
Gabin ging vervolgens naar Noord-Afrika waar hij zich bij de Vrije Franse Troepen van generaal De Gaulle aansloot. Voor zijn bijdrage aan de bevrijding kreeg hij een Médaille Militaire en het Croix de Guerre voor zijn bijdrage aan de strijd in Noord-Afrika uitgereikt. Gabin nam deel aan het militaire contingent dat na D-Day terugkwam in het bevrijde Parijs. Op film is te zien hoe Marlene Dietrich, die in de menigte gespannen staat te wachten, naar Gabin toesnelt, zodra zij hem ontdekt aan boord van een tank.
Hij wilde zijn comeback maken samen met Marlene Dietrich in de Les Portes de la Nuit van Marcel Carné. Hier kwam echter niets van door een reeks van vertragingen die hoofdzakelijk zijn eigen schuld waren. Uiteindelijk werd hij ook bij dit project ontslagen. Het lukte hem later wel met andere projecten, door een verandering van imago van helden van de arbeidersklasse die gedoemd zijn tot patriarchen van de middenklasse en gentlemanrovers.
Gabin zocht verder tot hij een regisseur vond die hem samen met Dietrich in een film wilde laten spelen. Dit werd Martin Roumagnac die evenals de opvolger Miroir succesvol was. Privé waren Gabin en Dietrich een paar in deze jaren, maar na deze films eindigde hun relatie. Gabin keerde terug naar het toneel in 1947 met La Soif, die flopte, voordat hij de film Au-delà des grilles opnam, die door René Clément geregisseerd werd. Deze film werd een hit in het buitenland, met een Oscar voor beste buitenlandse film en directorial honors van het filmfestival in Cannes, maar mislukte in Frankrijk.
Hierna gingen Gabin en Carné weer samenwerken, in 1951 werd La Marie du port zonder problemen opgenomen, maar de film viel ook niet echt op. Het werd duidelijk dat zijn carrière in het slop zat. Hij bleef het echter proberen. De volgende film, E piu Facile che un Camello werd opgevolgd door een komedie (Victor). Geen van beide werd een succes. Ondanks dat hij een prijs kreeg voor zijn acteerprestatie in La Nuit est mon royaume op het Filmfestival van Venetië, was de film geen kaskraker. De ene flop volgde de andere op tot Gabin een rol in Leur dernière nuit aannam. De film zelf werd weliswaar geen succes, maar zijn acteerprestatie was weer als vanouds. In de rol werd het imago van zijn jeugd als de afstandelijke gecombineerd met de warmere, meer burgerlijke persoon die hij in zijn latere jaren graag speelde.
In 1954 maakte hij een comeback in Touchez pas au grisbi, die door Jacques Becker werd geregisseerd. Hij kreeg goede kritieken en de film was ook een (rendabel) internationaal succes. Vervolgens werd de volgende jaren zijn samenwerking met Carné in L'Air de Paris, met Renoir in French Cancan en met Duvivier in Voici le temps des assassins zeer goed ontvangen en dit zette Gabin weer op de kaart als een internationale filmster.
Hij ging door met filmen en in de loop van de volgende twintig jaar werden er bijna vijftig films gemaakt. Veel hiervan waren voor de productiemaatschappij die hij in 1963 samen met een andere Frans acteur, Fernandel, opzette - Gafer Films naar hun namen, Gabin en Fernandel. Hij had in die tijd zijn vaste cineasten van wie Gilles Grangier, Henri Verneuil, Jean Delannoy, Jean-Paul Le Chanois en Denys de La Patellière de belangrijkste waren. Zijn ego sloeg echter weer toe en hij weigerde rollen waarin hij met regisseurs zou moeten werken die beroemder waren dan hij. Hierdoor werden slechts weinig van zijn films buiten Frankrijk uitgebracht en verbleekte zijn ster.
Een van zijn internationaal bekendste rollen was die van inspecteur Maigret, maar hij kon ook allerlei andere soorten rollen spelen, die van aristocraten, boeren, dieven en managers. In 1976 werd L'Année sainte opgenomen, wat zijn laatste film zou zijn. Hij overleed op 72-jarige leeftijd aan de gevolgen van leukemie.

## Divers
- Gabin heeft samen met Fernandel een cameo in het Kiekeboealbum "Met de Franse slag".
- Na de scheiding van zijn tweede vrouw werd hij veroordeeld om haar 60 miljoen francs te betalen.
- Overleed aan een hartaanval, zijn lichaam werd gecremeerd en zijn as met militair eerbetoon vanaf het militaire schip de Détroyat te Brest in Frankrijk verstrooid.
- Was de favoriete acteur van Sergio Leone.
- Afgebeeld op een Franse postzegel uitgegeven 3 oktober 1998.

## Prijzen
- National Board of Review 1938

Beste Acteur voor zijn rol in La Grande Illusion (1937)
- National Board of Review 1939

Beste Acteur voor zijn rol in Le Quai des brumes (1938)
- 1951 Venice International Film Festival

Volpi Cup - Beste Acteur voor zijn rol in La Nuit est Mon Royaume
Volpi Prijs Beste Acteur
- 1953 Citroën-prijs uitgereikt door de Franse journalisten aan de meest onbeschofte Franse acteur
- 1954 Venice International Film Festival

Volpi Cup - Beste Acteur voor zijn rol in Touchez pas au grisbi
- 1959 - Berlin International Film Festival

Silver Bear for Beste Acteur Archimède Le Clochard
Beste mannelijke acteur (genomineerd)
- 1971 - Berlin International Film Festival

Silver Bear for Beste Acteur, Le Chat
Beste mannelijke acteur

## Jean Gabinprijs
De Jean Gabinprijs was een prijs die van 1981 tot en met 2006 jaarlijks werd uitgereikt aan een jonge, beloftevolle acteur uit de Franse of Franstalige filmwereld.

## Filmografie
- 1928 - Les Lions
- 1928 - Ohe! Les Valises
- 1930 - Chacun Sa Chance (Hans Steinhoff, René Pujol), rol: Marcel Grivot
- 1930 - Mephisto (Henri Debain, Nick Winter), rol: Jacques Miral
- 1931 - Coeur de lilas (Anatole Litvak), rol: Martousse
- 1931 - Coeurs Joyeux (Hanns Schwarz, Max de Vaucorbeil), rol: Charles
- 1931 - Gloria (Hans Behrendt, Yvan Noé), rol: Robert Nourry
- 1931 - Paris-Beguin (Augusto Genina), rol: Bob
- 1931 - Pour Un Soir (Jean Godard), rol: Jean
- 1931 - Tout Ça Ne Vaut Pas L'Amour (Jacques Tourneur), rol: Jean Cordier
- 1932 - La Belle Mariniere (Harry Lachmann), rol: de kapitein
- 1932 - La Foule hurle (Jean Daumery), rol: Joe Greer
- 1932 - Les Gaietés de l'escadron (Maurice Tourneur), rol: Fricot
- 1933 - Adieu les Beaux Jours (Johannes Meyer, André Beucler), rol: Pierre Lavernay
- 1933 - Du Haut en Bas (Georg Wilhelm Pabst), rol: Charles Boulla
- 1933 - Le Tunnel (Kurt Bernhardt), rol: Mac Allan
- 1933 - L'Étoile de Valencia (Serge de Poligny), rol: Pedro Savedra
- 1934 - Maria Chapdelaine (Julien Duvivier), rol: François Paradis
- 1934 - Zou Zou (Marc Allégret), rol: Jean
- 1935 - Golgotha (Julien Duvivier), rol: Pontius Pilatus
- 1935 - La Bandera (Julien Duvivier), rol: Pierre Cilieth
- 1935 - Variétés (Nicolas Farkas), rol: Georges
- 1936 - La Belle Equipe (Julien Duvivier), rol: Jean/Jeannot
- 1936 - Les Bas-fonds (Jean Renoir), rol: Wasska Pepel
- 1937 - Gueule d'amour  (Jean Grémillon), rol: Lucien Bourrache, 'Gueule d'Amour'
- 1937 - La Grande Illusion (Jean Renoir), rol: Lieutenant Maréchal
- 1937 - Le Messager (Raymond Rouleau), rol: Nicolas Dange
- 1937 - Pépé le Moko (Julien Duvivier), rol: Pépé le Moko
- 1938 - La Bête humaine (Jean Renoir), rol: Jacques Lantier
- 1938 - Le Quai des brumes (Marcel Carné), rol: Jean
- 1938 - Le Récif de corail (Maurice Gleize), rol: Trott Lennart
- 1939 - Le jour se lève (Marcel Carné), rol: François
- 1941 - Remorques (Jean Grémillon), rol: Le capitaine André Laurent
- 1942 - Moontide (Archie Mayo), rol: Bobo
- 1944 - The Impostor (Julien Duvivier), rol: Clement/Maurice Lafarge
- 1946 - Martin Roumagnac (Georges Lacombe), rol: Martin Roumagnac
- 1947 - Miroir (Raymond Lamy), rol: Pierre Lussac
- 1948 - Le mura di Malapaga (Au-Dela Des Grilles) (René Clément), rol: Pierre
- 1950 - E Più Facile Che Un Camello (Luigi Zampa), rol: Carlo Bacchi
- 1950 - La Marie du port (Marcel Carné), rol: Chatelard
- 1951 - La Nuit est mon royaume (Georges Lacombe), rol: Raymond Pinsard
- 1951 - Victor (Claude Heymann), rol: Victor
- 1952 - Bufere (Guido Brignone), rol: Dr. Antonio Sanna
- 1952 - La Minute De Vérité (Jean Delannoy), rol: Pierre Richard
- 1952 - La Vérité sur Bébé Donge (Henri Decoin), rol: François Donge
- 1952 - Le Plaisir (Max Ophuls), rol: Joseph Rivet [The House Of Madame Tellier]
- 1953 - La Vierge Du Rhin (Gilles Grangier), rol: Jacques Ledru/Martin Schmidt
- 1953 - Leur Derniere Nuit (Georges Lacombe), rol: Pierre Ruffin
- 1954 - L'Air de Paris (Marcel Carné), rol: Victor Le Garrec
- 1954 - Touchez pas au grisbi (Jacques Becker), rol: Max le menteur
- 1955 - Le Port du désir (Edmond T. Gréville), rol: Capitaine Lequévic
- 1955 - Chiens Perdus Sans Collier (Jean Delannoy), rol: Le juge Julien Lamy
- 1955 - Des gens sans importance (Henri Verneuil), rol: Jean Viard
- 1955 - French Cancan (Jean Renoir), rol: Henri Danglard
- 1955 - Gas-oil (Gilles Grangier), rol: Jean Chape
- 1955 - Napoléon (Sacha Guitry), rol: Le maréchal Lannes
- 1955 - Razzia sur la chnouf (Henri Decoin), rol: Henri Ferré / 'Le Nantais'
- 1956 - La traversée de Paris (Claude Autant-Lara), rol: Grandgil
- 1956 - Le Sang à la tête (Gilles Grangier), rol: François Cardinaud
- 1956 - Crime et Châtiment (Georges Lampin), rol: Commissaire Gallet
- 1957 - Le Cas du docteur Laurent (Jean-Paul Le Chanois), rol: Dr. Laurent
- 1957 - Le rouge est mis (Gilles Grangier), rol: Louis Bertain/Louis le Blond
- 1957 - Voici le temps des assassins (Julien Duvivier), rol: André Chatelin
- 1958 - En cas de malheur (Claude Autant-Lara), rol: Maître André Gobillot
- 1958 - Le Désordre Et La Nuit (Gilles Grangier), rol: Inspecteur Georges Vallois
- 1958 - Les Grandes Familles (Denys de La Patellière), rol: Noël Schoudler
- 1958 - Les Misérables (Jean-Paul Le Chanois), rol: Jean Valjean
- 1958 - Maigret tend un piège (Jean Delannoy), rol: Commissaire Jules Maigret
- 1959 - Archimède, le clochard (Gilles Grangier), rol: Joseph Hugues Guillaume
- 1959 - Maigret et l'Affaire Saint-Fiacre (Jean Delannoy), rol: Commissaire Jules Maigret
- 1959 - Rue des prairies (Denys de La Patellière), rol: Henri Neveux
- 1960 - Le Baron de l'écluse (Jean Delannoy), rol: Baron Jérôme Napoléon Antoine
- 1960 - Les Vieux de la vieille (Gilles Grangier), rol: Jean-Marie Péjat
- 1961 - Le Cave Se Rebiffe (Gilles Grangier), rol: Ferdinand Marechal, "le Dabe"
- 1961 - Le Président (Henri Verneuil), rol: Emile Beaufort
- 1962 - Le Gentleman d'Epsom (Gilles Grangier), rol: Richard Briand-Charmery
- 1962 - Un singe en hiver (Henri Verneuil), rol: Albert Quentin
- 1963 - Maigret voit rouge (Gilles Grangier), rol: Commissaire Jules Maigret
- 1963 - Mélodie en sous-sol (Henri Verneuil), rol: Charles
- 1964 - L'Age ingrat (Gilles Grangier), rol: Emile Malhouin
- 1964 - Monsieur (Jean-Paul Le Chanois), rol: Monsieur
- 1965 - Le Jardinier d'Argenteuil (Jean-Paul Le Chanois), rol: Le père Tulipe
- 1965 - Le Tonnerre de Dieu (Denys de La Patellière), rol: Léandre Brassac
- 1966 - Du Rififi à Paname (Denys de La Patellière), rol: Paulo Berger
- 1967 - Le Soleil des voyous (Jean Delannoy), rol: Denis Ferrand
- 1968 - Le Pacha (Georges Lautner), rol: Comissaire Joss, le Pacha
- 1968 - Le Tatoué (Denys de La Patellière), rol: Legrain
- 1968 - Sous le Signe du Taureau (Gilles Grangier), rol: Albert Raynal
- 1969 - Le Clan des Siciliens (Henri Verneuil), rol: Vittorio Manalese
- 1970 - La Horse (Pierre Granier-Deferre), rol: Auguste Maroilleur
- 1971 - Le Chat (Pierre Granier-Deferre), rol: Julien Bouin
- 1971 - Le Drapeau noir flotte sur la Marmite (Michel Audiard), rol: Victor Ploubaz
- 1972 - Le Tueur (Denys de La Patellière), rol: Commissaire Le Guen
- 1973 - Deux Hommes Dans La Ville (José Giovanni), rol: Germaine Cazeneuve
- 1973 - L'Affaire Dominici (Claude Bernard-Aubert), rol: Gaston Dominici
- 1974 - Verdict (André Cayatte), rol: Leguen
- 1976 - L'Année sainte (Jean Girault), rol: Max Lambert
- 1978 - Jean Gabin
- 2004 - The Lower Depths: Twee films door Akira Kurosawa / Jean Renoir